# Limpieza dental

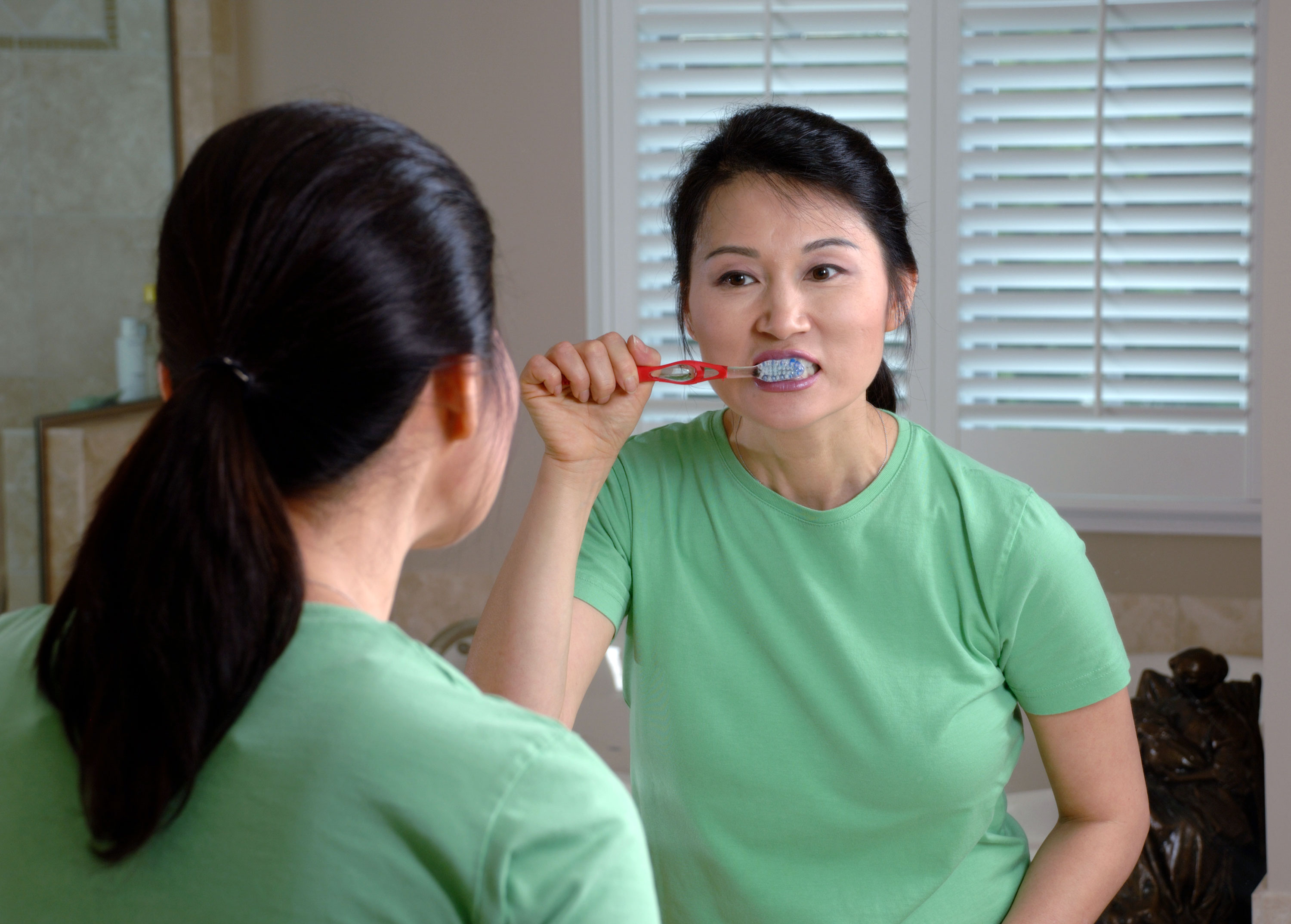
Mujer cepillándose los dientes

La limpieza dental es parte de la higiene oral e involucra la remoción de la placa dental de los dientes con la intención de prevenir cavidades (caries), gingivitis, y enfermedades peridontales. Rutinariamente las personas limpian sus propios dientes por cepillado limpiezas interdentales y los higienistas dentales  pueden retirar los depósitos endurecidos (sarro) no eliminados por la limpieza rutinaria. Aquellos con prótesis dentales y dientes naturales pueden complementar su limpieza con un limpiador de dentadura.

## El cepillado, fregado y uso de hilo dental

### Cepillando

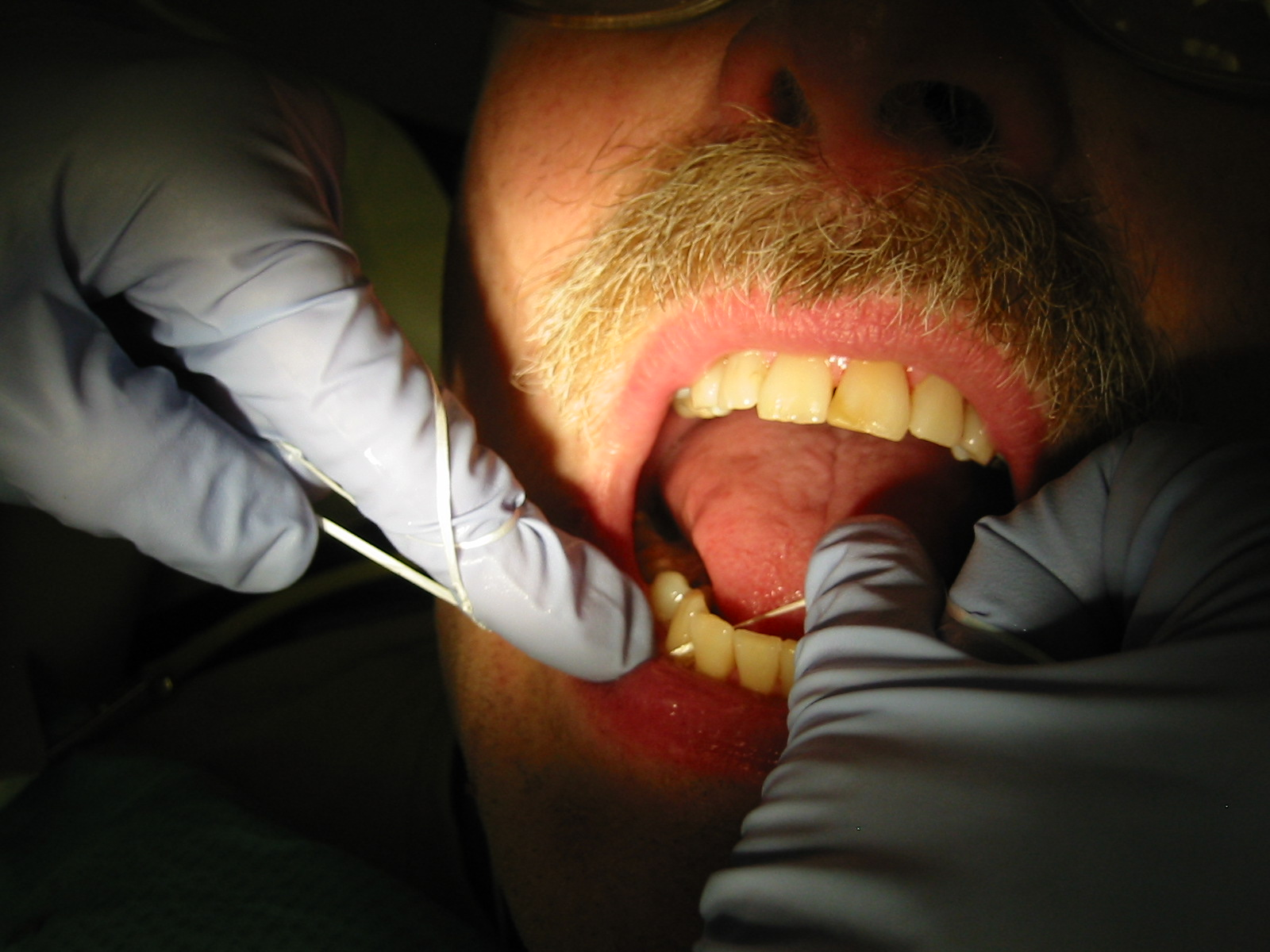
Limpieza con hilo dental

Un cuidadoso y frecuente cepillado con cepillo de dientes ayuda a prevenir la formación de placa bacteriana en las piezas dentales.
Los cepillos de dientes eléctricos fueron desarrollados, e inicialmente recomendados para personas con problemas de fuerza y destreza en sus manos, pero han llegado a tener un amplio uso general. La efectividad de los cepillos eléctricos para reducir la formación de placa y la gingivitis es superior a los cepillos convencionales.

### El hilo dental y la limpieza interdental
Además del cepillado, la limpieza entre los dientes pueden a ayudar a prevenir la formación de placa bacteriana en los dientes. Esto puede ser realizado con hilo dental o cepillos interdentales.
El 80% de las caries ocurren en las muescas, o marcas y fisuras, de las superficies de contacto de los dientes.
Algunos instrumentos o herramientas especiales pueden ser utilizados como suplemento del cepillo dental y la limpieza interdental. Estos incluyen mondadientes especiales, irrigadores orales y otros dispositivos.

### Fregado
Los dientes se pueden limpiar frotando con una ramita en lugar de un cepillo de dientes. En muchas partes del mundo los dientes se limpian con ramitas. En el mundo musulmán la miswak miswak o siwak está hecha de ramas o raíces que se dice que tienen un efecto antiséptico cuando se utiliza para limpiar los dientes.

## Limpieza dental profesional

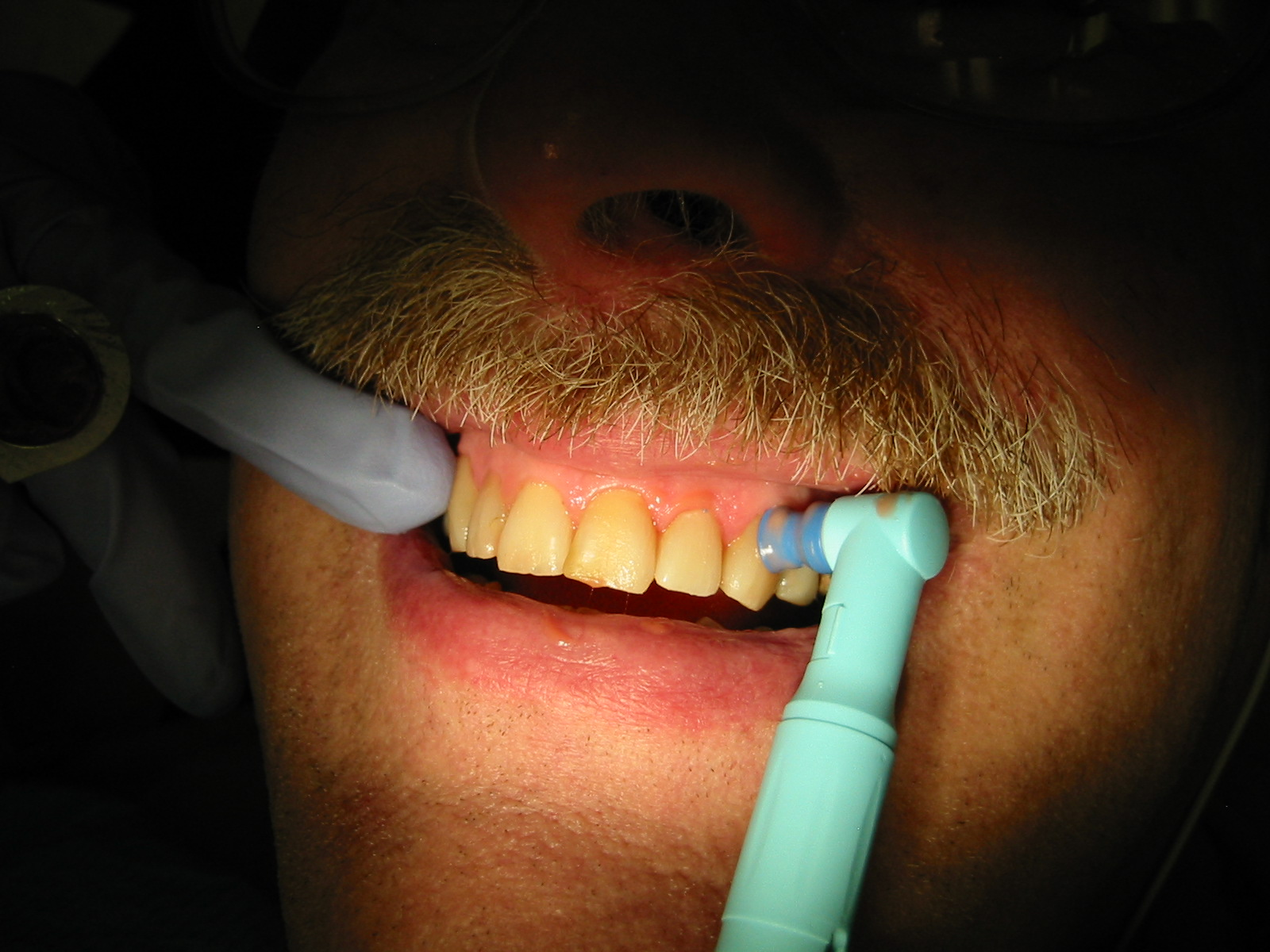
Higienista dental abrillantando los dientes de un paciente

Limpieza de los dientes (también conocido como profilaxis, literalmente, un tratamiento preventivo de una enfermedad) es un procedimiento para la eliminación de sarro (placa mineralizada) que puede desarrollarse incluso con un cuidadoso cepillado e hilo dental, especialmente en áreas que son difíciles de alcanzar en el cepillado rutinario. Se hace a menudo por un higienista dental. La limpieza profesional incluye raspado dental y pulido dental y aseo quirúrgico si se ha acumulado demasiado sarro. Esto implica el uso de varios instrumentos o dispositivos para soltar y remover depósitos de los dientes.
En cuanto a la frecuencia de la limpieza, la investigación sobre este asunto no es concluyente. Esto es, ni ha sido demostrado que una limpieza más frecuente conduce a mejores resultados ni que éste no lo hace. Una revisión de la literatura de investigación sobre la cuestión llegó a la conclusión de que la evidencia no es de calidad suficiente para llegar a conclusiones sobre los efectos beneficiosos y perjudiciales del raspaje y pulido para la salud periodontal y con respecto a los efectos de proporcionar esta intervención en diferentes intervalos de tiempo" Esta conclusión se reafirmó cuando la revisión de 2005 se actualizó en 2007. Por lo tanto, cualquier recomendación general sobre una frecuencia de limpieza de rutina (por ejemplo, cada seis meses, todos los años) no tiene base empírica. Por otra parte, los economistas han señalado que los dentistas privados (u otros profesionales de la odontología) tienen un incentivo económico por recomendar una limpieza frecuente, ya que aumenta sus ingresos.
La mayoría de los higienistas dentales recomiendan hacerse una limpieza dental profesional cada seis meses. Una limpieza y examen más frecuentes pueden ser necesarios durante el tratamiento de los trastornos orales dentales y otro tipo de trastornos. El examen de rutina de los dientes se recomienda por lo menos una vez al año. 
Esto puede incluir anualmente, una sesión de radiografías dentales. Véase también el procedimiento de identificación de la placa dental y remoción.
La buena higiene oral ayuda a prevenir las caries, sarro y enfermedad de las encías.

## Complicaciones
El cepillado o la limpieza con hilo dental, demasiado enérgica o realizada de forma incorrecta puede causar lesiones en la(s) encía(s). El cepillado incorrecto o demasiado enérgico puede causar dolor en las encías, daños en el esmalte dental, gingivitis, y sangrado de las encías. Los dentistas e higienistas dentales pueden instruir y demostrar el correcto cepillado o uso del hilo dental.